# Triolena obliqua
Triolena obliqua är en tvåhjärtbladig växtart som först beskrevs av José Jéronimo Triana, och fick sitt nu gällande namn av John Julius Wurdack. Triolena obliqua ingår i släktet Triolena och familjen Melastomataceae. Inga underarter finns listade i Catalogue of Life.